# Lijst van nummer 1-hits in Zweden in 2010
Deze hits stonden in 2010 op nummer 1 in  de Sverigetopplistan Single Top 60, de bekendste hitlijst in Zweden.
| Datum        | Artiest                     | Titel                               |
| ------------ | --------------------------- | ----------------------------------- |
| 1 januari    | Erik Grönwall               | Higher                              |
| 8 januari    | Erik Grönwall               | Higher                              |
| 15 januari   | Erik Grönwall               | Higher                              |
| 22 januari   | Lady Gaga                   | Bad romance                         |
| 29 januari   | Erik Grönwall               | Higher                              |
| 5 februari   | Lady Gaga                   | Bad romance                         |
| 12 februari  | Owl City                    | Fireflies                           |
| 19 februari  | Donkeyboy                   | Ambitions                           |
| 26 februari  | Play                        | Famous                              |
| 5 maart      | Anna Bergendahl             | This is my life                     |
| 12 maart     | Anna Bergendahl             | This is my life                     |
| 19 maart     | Anna Bergendahl             | This is my life                     |
| 26 maart     | Anna Bergendahl             | This is my life                     |
| 2 april      | Ola                         | Unstoppable (The return of Natalie) |
| 9 april      | Eric Saade                  | Manboy                              |
| 16 april     | Edward Maya & Vika Jigulina | Stereo love                         |
| 23 april     | Edward Maya & Vika Jigulina | Stereo love                         |
| 30 april     | Eric Saade                  | Manboy                              |
| 7 mei        | Rebound!                    | Hurricane                           |
| 14 mei       | Edward Maya & Vika Jigulina | Stereo love                         |
| 21 mei       | Edward Maya & Vika Jigulina | Stereo love                         |
| 28 mei       | Eric Saade                  | Manboy                              |
| 4 juni       | Lena Meyer-Landrut          | Satellite                           |
| 11 juni      | Lena Meyer-Landrut          | Satellite                           |
| 18 juni      | Lena Meyer-Landrut          | Satellite                           |
| 25 juni      | Kent                        | Gamla ullevi                        |
| 2 juli       | Agnes & Björn               | When you tell the world you're mine |
| 9 juli       | Yolanda Be Cool & DCUP      | We no speak Americano               |
| 16 juli      | Yolande Be Cool & DCUP      | We no speak Americano               |
| 23 juli      | Ola                         | Overdrive                           |
| 30 juli      | Robyn                       | Dancing on my own                   |
| 6 augustus   | Robyn                       | Dancing on my own                   |
| 13 augustus  | Shakira & Freshlyground     | Waka waka (This time for Africa)    |
| 20 augustus  | Eminem & Rihanna            | Love the way you lie                |
| 27 augustus  | Eminem & Rihanna            | Love the way you lie                |
| 3 september  | Eminem & Rihanna            | Love the way you lie                |
| 10 september | Eminem & Rihanna            | Love the way you lie                |
| 17 september | Shakira & Freshlyground     | Waka waka (This time for Africa)    |
| 24 september | Eminem & Rihanna            | Love the way you lie                |
| 1 oktober    | Hans Edler                  | Black fender                        |
| 8 oktober    | Hans Edler                  | Black fender                        |
| 15 oktober   | Shakira & Freshlyground     | Waka waka (This time for Africa)    |
| 22 oktober   | Oskar Linnros               | Från och med du                     |
| 29 oktober   | Daniel Adams-Ray            | Gubben i lådan                      |
| 5 november   | Daniel Adams-Ray            | Gubben i lådan                      |
| 12 november  | Daniel Adams-Ray            | Gubben i lådan                      |
| 19 november  | Daniel Adams-Ray            | Gubben i lådan                      |
| 26 november  | September                   | Mikrofonkåt                         |
| 3 december   | September                   | Mikrofonkåt                         |
| 10 december  | September                   | Mikrofonkåt                         |
| 17 december  | September                   | Mikrofonkåt                         |
| 24 december  | September                   | Mikrofonkåt                         |
| 31 december  | September                   | Mikrofonkåt                         |